# Dataspelsgalan
Dataspelsgalan är svenska dataspelsbranschens pris för att uppmärksamma utveckling, kreativitet och innovation inom spel. Sedan år 2000 har en expertjury utnämnt de nominerade spelen och vinnarna. De nominerade spelen ska ha släppts i Sverige under föregående kalenderår. Flera spel med globala framgångar skapas i Sverige och dessa premieras i en egen kategori. Sedan 2007 delas även ANGI:s hederspris (tidigare kallat MDTS hederspris) ut till personer som har gjort avgörande insatser för den svenska spelsbranschens utveckling. På Dataspelsgalan 2010 utnämndes Battlefield 1942 till Årtiondets svenska spel.
Priset, en spelfia, är framtagen av industridesignern Erik Espmark. Galan sker vanligtvis årligen, men gjorde ett uppehåll 2004 samt 2013. Kulturministern Lena Adelsohn Liljeroth delade ut pris till årets svenska spel på Dataspelsgalan 2008.
Juryordförande sedan 2008 är Ove Kaufeldt. Tidigare ordföranden innefattar: Martin Lindell (2001-2002 samt 2007-2008), Christina Rask (2004-2005) och Eric Franzén (2000).

## Vinnare årets spel
- 2000: Metal Gear Solid
- 2001: The Sims
- 2002: Grand Theft Auto 3
- 2003: ICO
- 2005: Half-Life 2
- 2006: World of Warcraft
- 2007: The Legend of Zelda: Twilight Princess
- 2008: Super Mario Galaxy
- 2009: Grand Theft Auto 4
- 2010: Uncharted 2: Among Thieves
- 2011: Mass Effect 2
- 2012: The Elder Scrolls V: Skyrim
- 2014: The Last of Us
- 2015: Dragon Age: Inquisition

## Vinnare årets svenska spel
- 2000: Fem myror är fler än fyra elefanter
- 2001: Ground Control
- 2002: Headhunter
- 2003: Battlefield 1942
- 2005: The Chronicles of Riddick: Escape from Butcher Bay
- 2006: Battlefield 2
- 2007: GTR 2: FIA GT Racing Game
- 2008: World in Conflict
- 2009: Mirror's Edge
- 2010: Battlefield 1943
- 2011: Battlefield: Bad Company 2
- 2012: Battlefield 3
- 2014: Brothers: A Tale of Two Sons
- 2015: Wolfenstein: The New Order

## Hederspris
- 2007: Owe Bergsten, vd för Bergsala
- 2008: Stefan Lampinen
- 2009: Ulf Beckman
- 2010: Heikki Karbing
- 2011: Fredrik Liliegren, Andreas Axelsson, Olof Gustafsson och Markus Nyström, grundarna av DICE
- 2012: Lennart Martling
- 2014: Martin Sirc